# Praxmarerkarspitze
Praxmarerkarspitze är ett berg i Österrike.   Det ligger i distriktet Innsbruck Stadt och förbundslandet Tyrolen, i den västra delen av landet, 400 km väster om huvudstaden Wien. Toppen på Praxmarerkarspitze är 2 511 meter över havet.
Terrängen runt Praxmarerkarspitze är huvudsakligen mycket bergig. Runt Praxmarerkarspitze är det ganska tätbefolkat, med 166 invånare per kvadratkilometer.. Närmaste större samhälle är Innsbruck, 9,7 km söder om Praxmarerkarspitze. 
Trakten runt Praxmarerkarspitze består i huvudsak av gräsmarker.